# Garudinodes albiceps
Garudinodes albiceps är en fjärilsart som beskrevs av Rothschild 1912. Garudinodes albiceps ingår i släktet Garudinodes och familjen björnspinnare. Inga underarter finns listade i Catalogue of Life.